# Arturo Cipriano
Arturo Cipriano Izquierdo Sánchez alias Ciprianodonte (San Luis Potosí, México, 1948) es un músico y compositor mexicano. Fundador de grupos pioneros como La nopalera, se especializa en instrumentos como el saxofón y la flauta travesera.

## Trayectoria
Luego de intentar ingeniería química y tras el Movimiento de 1968, estudió en la entonces Escuela Nacional de Música —hoy Facultad— de la Universidad Nacional Autónoma de México,flauta transversa.En el 1970, viajó a Brasil en donde colaboró con el guitarrista y compositor João de Aquino. A su vuelta a México en 1972 integró el grupo de jazz Talón San Cosme. Tras el surgimiento del llamado canto nuevo en América Latina y la llegada exiliado de Ángel Parra a México, formó el grupo La Nopalera junto a Marcial Alejandro, Maru Enríquez, Roberto Cárdenas y Javier Izquierdo.Grabaron su primer disco en 1976.
En 1991 fundó junto a Isabel Tercero la agrupación Mitote Jazz.Ha colaborado con músicos como Ángel Parra, Rafael Catana, Gerardo Enciso, Guillermo Briseño, Maru Enríquez, Cecilia Toussaint,Alejandro Corona, Guillermo González Phillips, Víctor Castillo, Javier Reséndiz entre otros.

## Obra
- A la breve distancia de un soplido (2018)

### Con La nopalera
- Nueva canción (1976)
- Crece la audiencia (1978)
- Tremendo alboroto (1979)
- La rabia dominio público (1980)

### Con Mitote Jazz
- El costumbre (1989)
- Somos y seguiremos siéndonos (1996)
- Escuela de bufones (1997)
- Atásquense ‘ora que hay lodo (1999)
- La geografatura (2000)
- Carreta de sueños (2004)
- Cala-Calaca (2005)
- Funklórico (2008)

### Colaboraciones
- Ángel Parra De Chile de Ángel Parra (1976) - flauta y percusiones
- Polvo de ángel de Rafael Catana (1991) - flauta y saxofón en «En la estación de Guadalajara» y «Polvo de ángel»
- Tarará de Gerardo Enciso (2000) - saxofón en «Guadalajara otra vez»